# クオルモン
クオルモンとは、動物や植物の体内で働くホルモン、昆虫が個体間で情報を伝達するフェロモンなどに対して、細菌が菌密度に応じた振る舞いを制御するのに利用される細胞間シグナル分子のことである。菌体密度感知シグナル、クオラムセンシングの制御因子、オートインデューサー(英語: autoinducer)、オートレギュレーターともいう。
真正細菌はクオルモンを細胞外に分泌しており、菌密度に比例してクオルモンの濃度が増減する。クオルモンの濃度が一定以上に達すると、細菌の各種遺伝子の発現を誘導する。病原細菌は宿主の防御機構を突破するのにこのメカニズムを利用しており、低菌密度の間（クオルモンが低濃度の間）は毒性遺伝子の発現を抑え、高菌密度（高クオルモン濃度）に達すると毒性遺伝子を発現、宿主への攻撃を始める。このようなメカニズムは病原細菌ばかりでなく窒素固定細菌や抗生物質生産細菌などの有用細菌でも観察されている。
クオルモンの化学構造は分泌する細菌によって異なり、同じ細菌でも複数種のクオルモンを分泌し、それぞれ誘導する遺伝子が異なる。最も解析の進んだクオルモンはアシルホモセリンラクトンであり、その他、脂肪酸エステル、遊離脂肪酸、ペプチドなど、様々な化学構造のものが知られている。
クオルモンは同種の細菌だけでなく、異種細菌とのコミュニケーションにも利用されているのではないかと云うことで注目を集めている。ある細菌の分泌するクオルモンは別の細菌のクオルモンの受信を妨げるなど、一種の攪乱物質として機能する現象が知られている。
また、異種細菌間のコミュニケーションだけでなく、真核生物とのコミュニケーションにも利用されていると考えられている。大腸菌 O157 は AI-2 と呼ばれるクオルモンで病原性遺伝子を誘導するが、動物のホルモンであるアドレナリンにより同様の反応を誘導することが可能である。
細菌から真核生物へ、真核生物から細菌へ、情報伝達物質を介して様々な影響を及ぼしあっていることが明らかになりつつある。2006年現在、クオルモンは、細菌の振る舞いを変化させる代表的な情報伝達物質として、研究が進められている。